# Régiment de Bouillon
Le régiment de Bouillon est un régiment d’infanterie du royaume de France créé en 1757.

## Création et différentes dénominations
- 18 janvier 1757 : création du régiment de Bouillon
- 1er janvier 1791 : renommé 98e régiment d’infanterie de ligne
- 12 mars 1795 : le 1er bataillon est amalgamé dans la 175e demi-brigade de première formation
- 21 mars 1795 : le 2e bataillon est amalgamé dans la 176e demi-brigade de première formation

## Équipement

### Drapeaux

Drapeau d’ordonnance
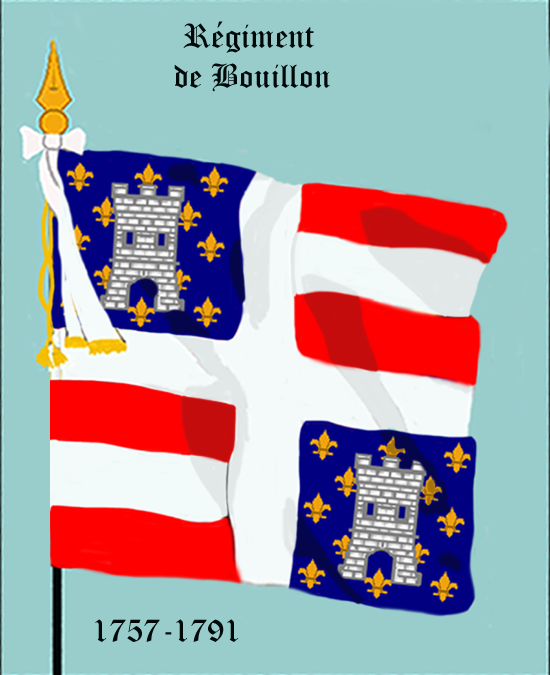
régiment de Bouillon de 1757 à 1791

### Habillement

Uniformes
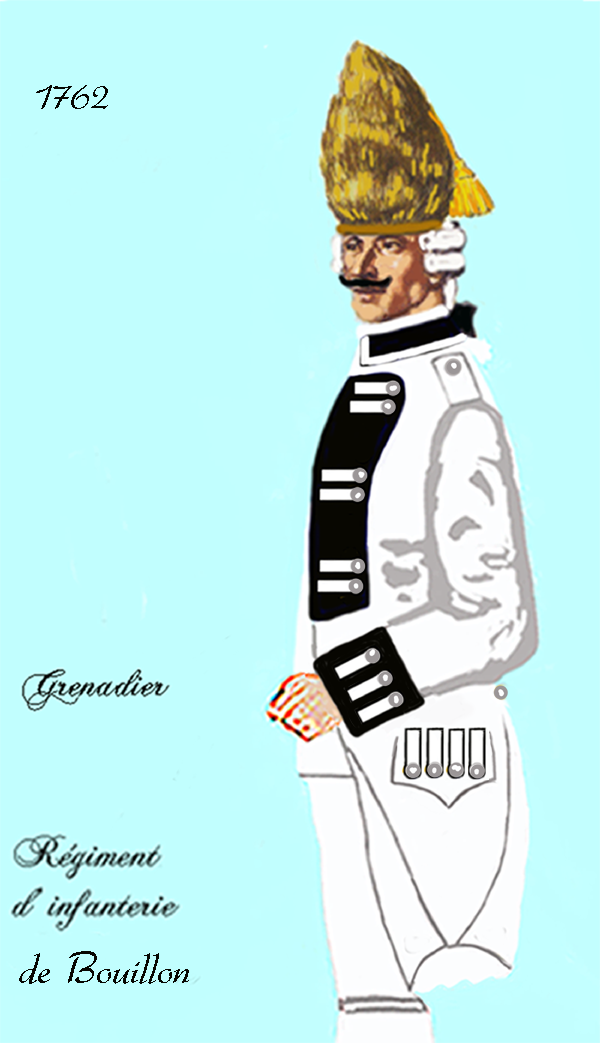
grenadier du régiment de Bouillon de 1762 à 1776
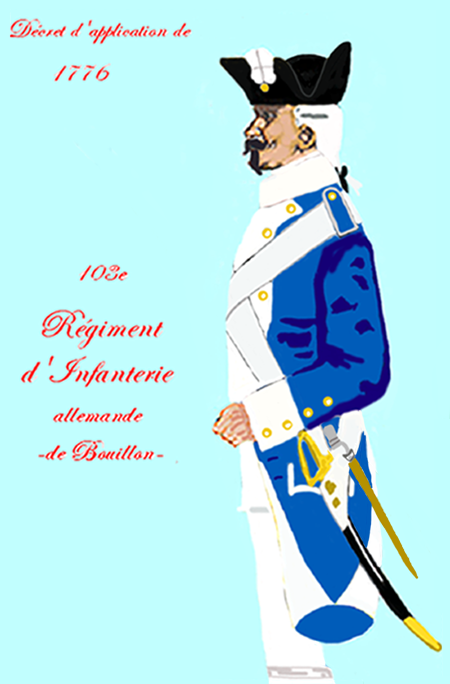
régiment de Bouillon de 1776 à 1791
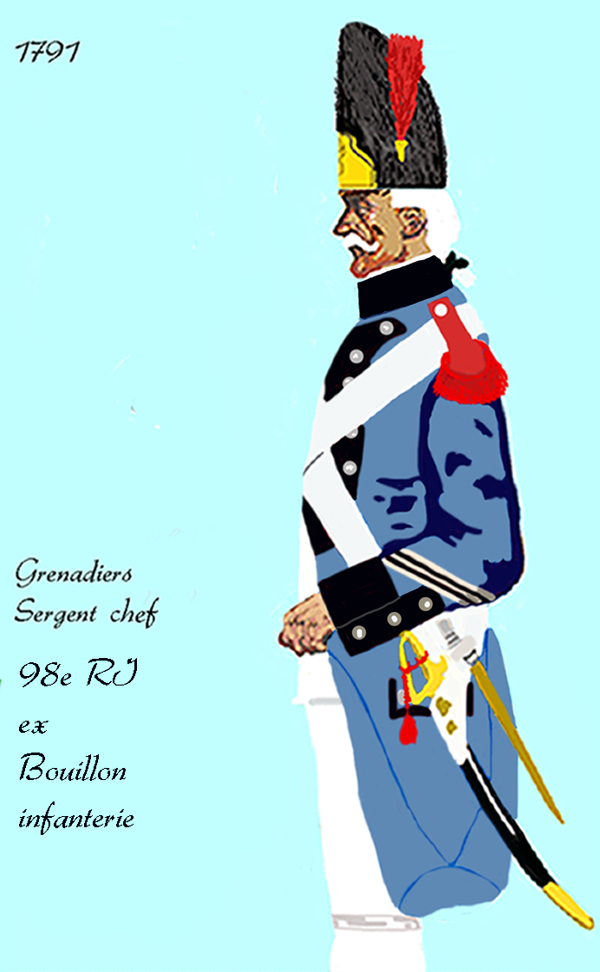
grenadier du 98e régiment d’infanterie de ligne de 1791 à 1792
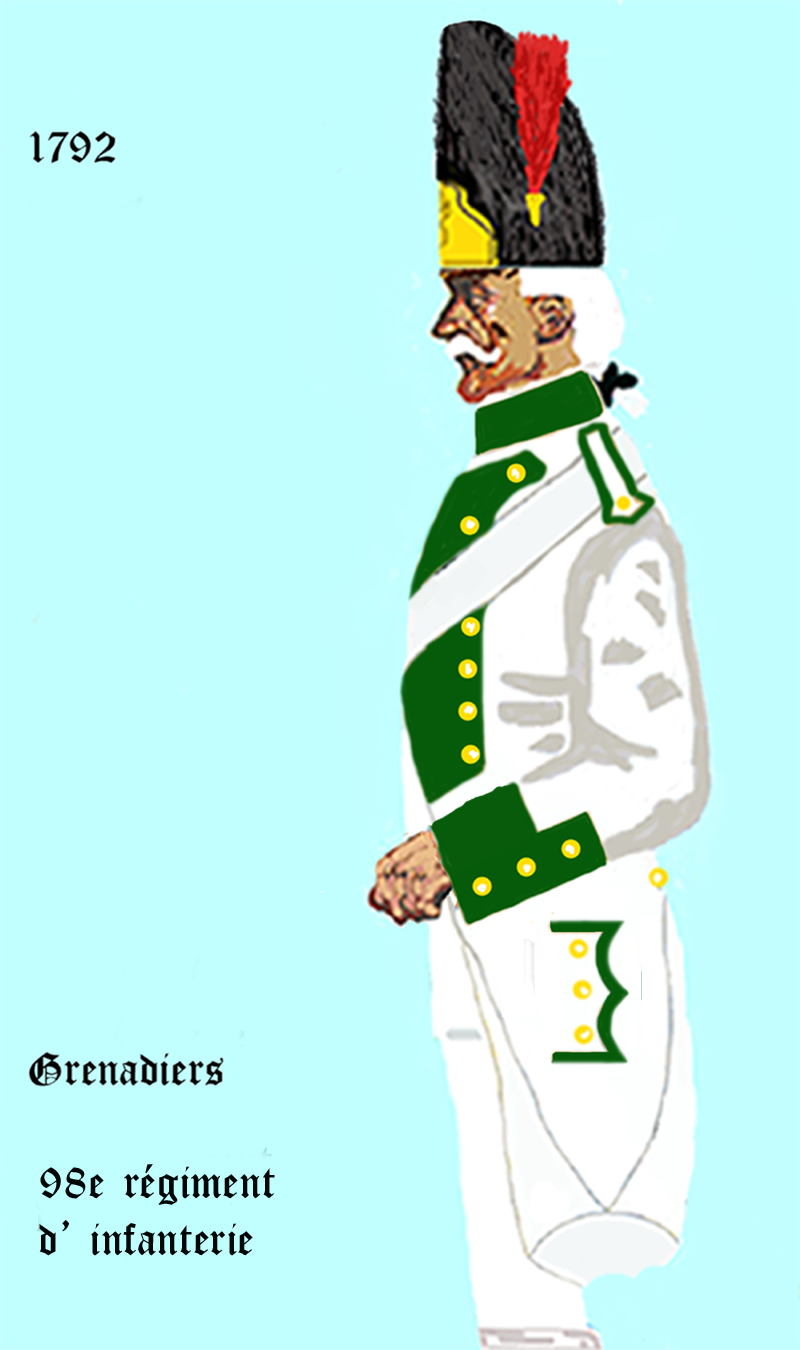
grenadier du 98e régiment d’infanterie de ligne de 1792 à 1795

## Historique

### Colonels et mestres de camp
Colonel propriétaire
- 18 janvier 1757 : prince de Bouillon

Colonels en second et colonels
- François Louis de Waldner de Freundstein de Schweighausen, baron puis comte de Waldner, né le 11 juillet 1710, †1789
- 23 juin 1767 : Pierre Joseph du Chambge d’Elbhecq, baron d’Elbhecq, maréchal de camp le 1er janvier 1784, † 1er septembre 1793
- baron de Flachslanden, brigadier
- Germain, baron de Wimpffen
- comte Louis d’Helmstatt
- 12 juillet 1791 : Théodore François Joseph Leclaire, † 13 janvier 1811
- 21 octobre 1791 : Jean Alexandre Ihler, † 1805

### Composition
- 18 janvier 1757 : 2 bataillons de 8 compagnies de 85 hommes
- 21 décembre 1762 : suppression du 2e bataillon
- 15 avril 1769 : compagnies de fusiliers portées à 100 hommes
- 26 avril 1775 : formation du 2e bataillon avec le 3e du régiment d’Alsace

### Campagnes et batailles
Les détachements du régiment qui avait été envoyé aux Antilles forment, le 18 août 1772, le régiment de la Martinique et le régiment de la Guadeloupe.
Le 9 juillet 1789, on l'appela à Versailles avec le régiment de Nassau, et ces deux corps étrangers demeurèrent plusieurs jours cachés dans l'orangerie.
Le 98e régiment d’infanterie de ligne a fait les campagnes de 1792 à 1795 à l’armée du Nord. Le 1er bataillon, fait prisonnier de guerre au Quesnoy en 1793, ne fut échangé que le 11 prairial an IV (30 mai 1796).

## Mémoire et traditions

### Personnalités ayant servi au régiment
- Louis Tirlet devenu général.